# بوتسي ثورنتون
بوتسي ثورنتون (بالإنجليزية: Bootsy Thornton)‏ مواليد 30 يوليو 1977 في بالتيمور، هو لاعب كرة سلة أمريكي. بدأ مسيرته الاحترافية في سنة 2000. يبلغ طوله 6 قدم 4 بوصة (1.9 م).

## المسيرة الاحترافية
لعب مع بالاكانسترو كانتو في الدوري الإيطالي من سنة 2000 إلى 2003، ثم لعب مع منز سانا 1871 باسكت من سنة 2003 إلى 2005، ثم لعب مع برشلونة في الدوري الإسباني في موسم 2005–2006، ثم لعب مع سانت جوسيب في موسم 2006–2007، ثم لعب مع منز سانا 1871 باسكت في موسم 2007–2008، ثم لعب مع أنادولو إفيس من سنة 2008 إلى 2011، ثم لعب مع منز سانا 1871 باسكت في موسم 2011–2012، ثم لعب مع دينامو باسكت ساساري في الدوري الإيطالي في موسم 2012–2013، ثم لعب مع ستراسبورغ أي جي في الدوري الفرنسي في موسم 2013–2014.

## روابط خارجية
- بوتسي ثورنتون على موقع الدوري الأوروبي لكرة السلة (الإنجليزية)
- بوتسي ثورنتون على موقع الدوري الإسباني لكرة السلة (الإسبانية)
- بوتسي ثورنتون على موقع كرة السلة الأوروبية.كوم (الإنجليزية)
- بوتسي ثورنتون على موقع كلية كرة السلة في سبورتس رفرنس.كوم (الإنجليزية)
- بوتسي ثورنتون على موقع ريلجم (الإنجليزية)
- بوتسي ثورنتون على موقع بروبوليرز (الإنجليزية)
- بوتسي ثورنتون على موقع سبورتس رفرنس (الإنجليزية)